# Panic of Looking
Panic of Looking je studiové album anglického hudebníka Briana Ena, které vzniklo ze spolupráce s básníkem Rickem Hollandem. Produkoval jej sám Eno. Album vydala v listopadu 2011 společnost Warp Records a navazuje na dvojalbum Drums Between the Bells, které dvojice vydala v červenci toho roku. Do jednotlivých nahrávek svými hlasy přispěli například Anastasia Afonina, Enova dcera Darla, ale také sami Eno a Holland.

## Seznam skladeb
Autorem hudby je Brian Eno, texty napsal Rick Holland.
1. In the Future – 2:11
2. Not a Story – 2:52
3. Panic of Looking – 4:28
4. If These Footsteps – 1:09
5. Watch a Single Swallow in a Thermal Sky, And Try to Fit Its Motion, Or Figure Why It Flies – 3:16
6. West Bay – 2:35

## Obsazení
- Brian Eno – instrumentace, hlas
- Anastasia Afonina – hlas
- Bronagh Gallagher – hlas
- Darla Eno – hlas
- Patrick Sim – hlas
- Rick Holland – hlas